# Big Band Explosion
Big Band Explosion – dwunasty album Niny Hagen, nagrany z towarzystwem The Leipzig Big Band.

## Lista utworów
1. "Let Me Entertain You" 2:47
2. "Sugar Blues" 3:26
3. "I Want to Be Happy" 2:35
4. "The Lady Loves Me" 4:14
5. "Rhythm & Romance" 3:06
6. "Rainbow" 4:28
7. "If You Ever Should Leave" 2:38
8. "Fever" 4:52
9. "Love & Kisses" 3:11
10. "All or Nothing at All 3:34
11. "Let's Call the Whole Thing Off" 3:28
12. "Starlit Hour" 4:17